# Distância euclidiana

A distância euclidiana em duas dimensões.

Em matemática, distância euclidiana é a distância entre dois pontos, que pode ser provada pela aplicação repetida do teorema de Pitágoras. Aplicando essa fórmula como distância, o espaço euclidiano torna-se um espaço métrico.

## Definição
A distância euclidiana entre os pontos {\displaystyle P=(p_{1},p_{2},\dots ,p_{n})} e {\displaystyle Q=(q_{1},q_{2},\dots ,q_{n}),} num espaço euclidiano n-dimensional, é definida como:
{\displaystyle {\sqrt {(p_{1}-q_{1})^{2}+(p_{2}-q_{2})^{2}+\cdots +(p_{n}-q_{n})^{2}}}={\sqrt {\sum _{i=1}^{n}(p_{i}-q_{i})^{2}}}.}

### Distância unidimensional
Para pontos unidimensionais, {\displaystyle P=(p_{x})} e {\displaystyle Q=(q_{x}),} a distância é computada como:
{\displaystyle {\sqrt {(p_{x}-q_{x})^{2}}}=|p_{x}-q_{x}|.}
O valor absoluto é usado já que a distância é normalmente considerada um valor escalar sem sinal.

### Distância bidimensional
Para pontos bidimensionais, {\displaystyle P=(p_{x},p_{y})} e {\displaystyle Q=(q_{x},q_{y}),} a distância é computada como:
{\displaystyle {\sqrt {(p_{x}-q_{x})^{2}+(p_{y}-q_{y})^{2}}}.}
Alternativamente, expressando-se em coordenadas polares, usando {\displaystyle P=(r_{1},\theta _{1})} e {\displaystyle Q=(r_{2},\theta _{2}),} a distância é computada como:
{\displaystyle {\sqrt {r_{1}^{2}+r_{2}^{2}-2r_{1}r_{2}\cos(\theta _{1}-\theta _{2})}}.}
Tenha em mente que a distância euclidiana no plano cartesiano, portanto bidimensional, equivale à hipotenusa ({\displaystyle c}) no Teorema de Pitágoras.
Exemplo: dadas as coordenadas p1 (400, 60) e p2 (300, 50), então, a distância euclidiana entre elas é {\displaystyle 100,1249}
{\displaystyle {\sqrt {(400-300)^{2}+(60-50)^{2}}}={\sqrt {10025}}=100,1249.}

### Distância tridimensional
Para pontos tridimensionais, {\displaystyle P=(p_{x},p_{y},p_{z})} e {\displaystyle Q=(q_{x},q_{y},q_{z}),} a distância é computada como:
{\displaystyle {\sqrt {(p_{x}-q_{x})^{2}+(p_{y}-q_{y})^{2}+(p_{z}-q_{z})^{2}}}.}

### Distância n-dimensional
Para pontos n-dimensionais, {\displaystyle P=(p_{1},p_{2},...,p_{n})} e {\displaystyle Q=(q_{1},q_{2},...,q_{n}),} a distância é computada como:
{\displaystyle {\sqrt {(p_{1}-q_{1})^{2}+(p_{2}-q_{2})^{2}+...+(p_{n}-q_{n})^{2}}}.}